# Ударная группа (фильм)
«Уда́рная гру́ппа» (англ. Attack Force) — американский фантастический боевик режиссёра Майкла Койша. Съёмки проводились в Румынии и США. Фильм вышел сразу на видео в США 5 декабря 2006 года.

## Сюжет
Маршалл Лоусон (Стивен Сигал) — командир группы спецназа. Члены этой группы гибнут при загадочных обстоятельствах. Лоусон начинает собственное расследование причин этих смертей. Он узнаёт, что за гибелью его людей стоит секретная военная организация «CTX Majestic». Теперь ему предстоит начать борьбу с этой конторой.

## В ролях
| Актёр          | Роль           |
| -------------- | -------------- |
| Стивен Сигал   | Маршалл Лоусон |
| Лиса Лёвбран   | Тиа            |
| Дэвид Кеннеди  | Дуэйн          |
| Адам Кроусделл | Ароон          |
| Дэниел Уэбб    | Вернер         |
| Мэттью Чемберс | Сэт            |
| Марк Димонд    | Фил            |

## Рецензии и критика
Фильм получил крайне негативные отзывы и очень низкие оценки кинокритиков. На сайте Rotten Tomatoes его оценка составляет 20 % из 100, а на IMDB.com — 2,7 из 10.
Дэвид Ньюсэйр из Reel Film Reviews назвал фильм «вопиюще ужасным и несмотрибельным», утверждая, что даже самым ярым фанатам Сигала будет крайне сложно досмотреть его до конца. Верн, автор книги «Seagalogy», отмечал, что «Сигал прилагает минимум усилий, для того, чтобы оставаться звездой. Он редко появляется в кадре, мало говорит и ещё меньше делает трюков». Также, по его мнению, это не самый худший фильм с Сигалом по сравнению с «Тенями прошлого».